# 합헌
합헌(constitutionality)은 헌제성 법률에서 해당 헌법에 따라 행동하는 조건이라고 한다. 법률, 절차 또는 행위의 지위가 법률 또는 해당 헌법에 규정된 바에 따른 것이다. 법률이나 절차, 행위가 헌법에 직접적으로 위배되는 경우에는 위헌이다. 문제의 국가가 법률에 위헌이라고 이의를 제기하는 메커니즘을 갖고 있지 않는 한 다른 모든 것은 합헌으로 간주된다.

## 위헌 행위의 예
위헌 행위에는 다음이 포함된다.
- 헌법에 따라 보장된 공직의 권한을 벗어난 정치인의 행위
- 헌법에 의해 보호되는 개인의 권리를 행사하는 것을 방해하는 정부의 조치

## 같이 보기
- 헌제성 법률
- 사법심사